# Gruppi Armati Proletari
I Gruppi Armati Proletari (GAP) sono un movimento di guerriglia urbana italiano di tipo comunista, sorto nel 1977 e che è tornato alla ribalta nei periodi recenti.

## Le idee sociali
L'organizzazione nacque come braccio armato dei Comitati comunisti rivoluzionari, a cui seguirono numerosi membri che provenivano dalla frammentazione di Autonomia Operaia. Dal punto di vista ideologico, seguiva le tesi della lotta di classe tipiche del marxismo-leninismo, compiendo azioni violente contro la borghesia, contro i militari considerati braccio armato della borghesia capitalista, e agendo a favore della lotta per la casa e contro l'eroina, considerata una droga messa in circolazione dalla borghesia per renderne dipendenti i giovani al fine di bloccare la rivoluzione proletaria e la lotta di classe. Lo schema di azione adottato però era diverso rispetto a quello dalle Brigate Rosse, considerate dai GAP troppo militariste e settarie, mentre per combattere il capitalismo, andavano fatte azioni armate continue e veloci, usando anche la tecnica della sigla aperta, poiché anche chi non faceva parte del gruppo poteva usare il nome a patto che facesse azioni armate contro il capitalismo, il neofascismo, e gli stati imperialisti che sfruttavano e affamavano i paesi del terzo mondo e del quarto mondo. Questi GAP fecero la loro prima azione azione armata contro alcune automobili appartenute a vari agenti della Polizia Italiana a Nuoro, il 20 gennaio 1978, per poi ricomparire il 25 aprile 1978 facendo un attentato dinamitardo contro il parco auto della polizia Italiana di stanza a Nuoro. Dopo un periodo di silenzio, tornano i GAP con un attentato contro il carovita ai danni dell'Enel di Nuoro, e contro le istituzioni attaccando a colpi di pistola e con candelotti di dinamite il Tribunale di Nuoro, la sede della DC di Nuoro, ed un ufficio di collocamento per protestare a favore dei disoccupati. L'ultima azione fu l'assalto allo studio del geometra Romano Carpinelli che aveva progettato il carcere di Bologna nel maggio 1979.

## La rivendicazione dell'attentato all'Ansaldo Nucleare
I GAP rivendicarono il ferimento con arma da fuoco ai danni di Roberto Adinolfi, amministratore delegato dell'Ansaldo Nucleare di Genova, accusato di aver favorito il rientro del nucleare in Italia, avvenuto il 22 maggio 2012. Per l'azione furono però poi condannati due militanti anarchici appartenenti alla FAI/FRI, Nucleo Olga, che rivendicarono personalmente il gesto escludendo definitivamente la pista legata ai GAP.